# FT Возничего
FT Возничего (лат. FT Aurigae) — одиночная переменная звезда в созвездии Возничего на расстоянии (вычисленном из значения параллакса) приблизительно 11787 световых лет (около 3614 парсеков) от Солнца. Видимая звёздная величина звезды — от +14,2m до +13,4m.

## Характеристики
FT Возничего — красная пульсирующая медленная неправильная переменная звезда (LB) спектрального класса M6,5 или M6. Эффективная температура — около 3291 К.